# AEGON Classic 2011
L'AEGON Classic 2011  è stato un torneo di tennis che si è giocato sull'erba. È stata la 30ª edizione dell'AEGON Classic, che fa parte della categoria International nell'ambito del WTA Tour 2011. Si è giocato all'Edgbaston Priory Club di Birmingham in Inghilterra dal 6 al 12 giugno 2011.

## Partecipanti

### Teste di serie
| Giocatrice           | Nazionalità | Ranking* | Testa di serie |
| -------------------- | ----------- | -------- | -------------- |
| Kaia Kanepi          | Estonia     | 16       | 1              |
| Ana Ivanović         | Serbia      | 21       | 2              |
| Peng Shuai           | Cina        | 25       | 3              |
| Daniela Hantuchová   | Slovacchia  | 29       | 4              |
| Roberta Vinci        | Italia      | 31       | 5              |
| Ekaterina Makarova   | Russia      | 33       | 6              |
| Sara Errani          | Italia      | 39       | 7              |
| Aravane Rezaï        | Francia     | 41       | 8              |
| Ayumi Morita         | Giappone    | 47       | 9              |
| Bojana Jovanovski    | Serbia      | 50       | 10             |
| Jaroslava Švedova    | Kazakistan  | 54       | 11             |
| Kimiko Date-Krumm    | Giappone    | 56       | 12             |
| Rebecca Marino       | Canada      | 60       | 13             |
| Magdaléna Rybáriková | Slovacchia  | 62       | 14             |
| Chanelle Scheepers   | Sudafrica   | 65       | 15             |
| Alla Kudrjavceva     | Russia      | 71       | 16             |

- Ranking al 23 maggio 2011.

### Altre partecipanti
Giocatrici che hanno ricevuto una Wild card:
- Ana Ivanović
- Samantha Murray
- Melanie South
- Emily Webley-Smith

Giocatrici passate dalle qualificazioni:

- Shūko Aoyama
- Naomi Broady
- Rika Fujiwara
- Sarah Gronert
- Conny Perrin
- Arina Rodionova
- Alexandra Stevenson
- Ajla Tomljanović

## Campionesse

### Singolare
Sabine Lisicki ha sconfitto in finale  Daniela Hantuchová per 6-3, 6-2.
- È il 1º titolo dell'anno per Sabine Lisicki, il 2° della sua carriera.

### Doppio
Ol'ga Govorcova /  Alla Kudrjavceva hanno sconfitto in finale  Sara Errani /  Roberta Vinci per 1–6, 6–1, [10–5].